# أيوب الحمادي
أيوب قاسم الحمادي (26 سبتمبر 1970 في بني حماد، اليمن) أستاذ جامعي لتكنولوجيا المعلومات العصبية في كلية الهندسة الكهربائية وهندسة الحاسبات في جامعة أوتو فون جيريك ماغدبورغ. ماجديبورج في جمهورية ألمانيا الاتحادية. ناشر لمئات الأبحاث والعديد من الكتب العلمية، شارك وحكم في عشرات المؤتمرات وورش العمل العلمية الدولية، عمل وأدار العشرات من المشاريع الصناعية والبحثية بشراكة مع مؤسسات بحثية وصناعية مرموقة. على الصعيد الإجتماعى ساهم في جهود إدماج الأجانب في المجتمع في ولاية ساكسن أنهالت الألمانية وعولمة عاصمتها ماجديبورج، ساهم في الحراك السياسى اليمنى في السنوات الأخيرة.

## نشأته وحياته
ولد أيوب قاسم الحمادي في بني حماد الحجرية محافظة تعز ثم انتقل إلى العاصمة صنعاء، حيث درس في مدارسها (مدرسة بغداد ومدرسة أبن ماجد) الابتدائية والإعدادية و الثانوية. أدى الخدمة الإلزامية بعد الثانوية كمدرس في مدرسة أبن ما جد عام 1989 بعدها تم ابتعاثه من قبل الحكومة اليمنية إلى ألمانيا حيث درس فيها الهندسة الكهربائية و الإلكترونية وحصل عام 1997 على الماجستير في التحكم الآلى و هندسة الاتصالات. تحصل بعدها على الدكتوراه في هندسة الحاسبات في العام 2001، رئس في نهاية العام 2005 فريق بحثى في تكنولوجيا المعلومات في  جامعة أوتو فون جيريك في ماغدبورغ، في العام 2008 نال درجة بروفيسور في هندسة المعلومات العصبية، في العام 2010 نال شهادة التأهيل للأستاذية في مجال الذكاء الصناعي و التي هي أعلى درجة أكاديمية تلي درجة الدكتوراه في العديد من الدول مثل ألمانيا والنمسا و سويسرا، ومن ثم حصل في نفس العام على  إجازة التدريس في الجامعات الأكاديمية في مجال التعرف على الأنماط-الاجسام ومعالجة المعلومات البصرية وفي 2014 شهادة الإجازة العلمية هندسة المعلومات. يقود حاليا فريق بحثي كبير في هندسة المعلومات العصبية (NIT). بموازة خبراته العلمية بروفيسور الحمادى لدية مؤهلات وخبرات في إدارة المشاريع الصناعية وتكوين شركات القطاع الخاص، كما أنه مبادر بخطط ومشاريع تنفيذ مع جامعات عربية في نقل المعرفة و توطينها في العالم العربى.
ظهرت علاقة البرفيسور أيوب الحمادي بالسياسة اليمنية جليا في عام 2014 عندما كان مرشحا لنيل منصب رئيس الوزراء في الحكومة التوافقية اليمنية. امتاز تفكيره بالخروج عن اطار ازاحة الاطراف لبعضها البعض والمحاولة لدمج الاطراف اليمنية وتوحيد قواها في المرحلة الانتقالية للنهوض بالاقتصاد اليمني وتكثيف الجهود للدخول باليمن في الالفية الحديثة والانتقال إلى استحقاقات دستورية تخلق حرك ديمقراطي ومنافسة حقيقية. العشرات من المقالات العامة المنشورة للبرفيسور الحمادي تناقش مشاكل اليمن الاقتصادية والسياسية أو تعمل على نقل أفكار المجتمعات المتقدمة للمنطقة.

## إنجازاته
يقود برفيسور الحمادي أكثر من 37 مشروع علميا في مجالات تقنية عديدة كتطوير نظم المجسات وهندسة الإستشعار في المجال الصناعي والطبي في ألمانيا. بعض نتائج البحث العلمي للبرفيسور الحمادي منشورة في ما يقارب من 370 بحث علمي في مؤتمرات دولية ومجلات محكمة وكتب. كما نال العديد من الجوائز العلميه للابحاث، و حكم العديد من المؤتمرات والمجلات الدولية. فريق البرفيسور الحمادي العلمى يتكون من أكثر من 20 دكتور ومهندس، و اشرف حتى منتصف عام 2020 على أكثر من 80 رسالة ماجستير ودكتوراه. بالإضافة لما سبق انتخب برفيسور الحمادى كذلك كعضو رئاسة في الائتلاف التحسس ثلاثي الأبعاد و الذي ينطوي تحته أكثر من 60 مركز بحثي وصناعي و شركات صغيرة وكبيرة في ألمانيا للفترة من 2014 و حتى 2020، كما أنه عضو مؤسس في تجمع مشاريع النخبة الألمانية في بحوث تكامل الإنسان والآلة و الممولة من مؤسسة البحوث الألمانية من 2008 و حتى 2020.
في مجال العمل الاجتماعي منح برفيسور الحمادي وسام أفضل شخصية في ولاية ساكسن أنهالت للعام 2009 نظراً لجهوده في مجال دمج وتكامل الأجانب في المجتمع الألماني في الولاية وعولمة عاصمتها ماجديبورج. كما أنه مؤسس هو مؤسس الجماعة الإسلامية ماغدبورغ (IsGeMa) أكبر جمعية إسلامية في الولاية، انتخب كعضو في المجلس إلاستشاري في 1996 في عاصمة الولاية ماجديبورج وأختير متحدث باسم الطلاب والأجانب في جامعة أوتو فون جيريك في ماغدبورغ.
في المجتمع الريفي اليمني يشارك البرفيسور أيوب الحمادي من خلال جمعيته الأسرية الخيرية الريفية في بني حماد في احداث تنمية ريفية بسيطة، والتي سجلت إلى مارس 2020 المساهمة في زراعة أكثر من 160 الف شتلة بن في مناطق مختلفة وأكثر من 7 الف شجرة مانجو وغيرها من الشتلات الزراعية الملائمة للمنطقة واستصلاح الأراضي وغيرها من النشاطات الريفية المختلفة في الحجرية.

## أبحاثه
لدى البرفيسور الحمادي أبحاث في عدة مجالات اهمها:
- معالجة الصور الرقمية وتمييز الأنماط آليا من الحساسات الضوئية والصوتية و اللمسية.
- التفاعل الإنساني الحاسوبي.
- تكنولوجيا المعلومات والذكاء الاصطناعي.
- نظم التكنولوجيا الطبية والصناعية.
- الحواس والمجسات و الأنظمة المتحركة كالسيارات و الروبوتات.
- التقنية الذكية مع بنك معلومات للتعرف مثلا على المخطوطات العربية ومحتوها وايضا الكلمات العربية آليا.

## الجوائز والتكريمات
- 2009 مقيم بجدارة في عاصمة الولاية ماغديبرغ
- أفضل جوائز ورقية
  - المؤتمر الدولي المتعدد حول علوم الحاسب وتقنية المعلومات (2006)
  - المؤتمر الدولي للرؤية الحاسوبية والرسومات (2006)
  - الندوة الدولية حول اتصالات الصور / الفيديو عبر الشبكات الثابتة والمتنقلة (2008)
  - المؤتمر الدولي للرؤية الحاسوبية والرسومات (2008)
  - المؤتمر الدولي حول الحوسبة الناعمة والتعرف على الأنماط (2010)
- جوائز IET Computer Vision Premium (2014)
- جائزة HUGO JUNKERS (2014)

## العضويات
- مركز البحوث التعاونية (SFB-TRR 62)
- مركز علوم الدماغ السلوكية (CBBS)
- التحسس ثلاثي الأبعاد